# کپک مخاطی پلاسمودیومی

کپک مخاطی پلاسمودیومی

کپک‌های مخاطی پلاسمودیومی گروهی از جانداران هستند که به صورت کپک مخاطی مشاهده شده و در مجموع یک پلاسمودیوم تولید می‌کنند. این جانداران در حین حرکت، باکتری‌ها و مواد آلی را می‌بلعند. کپک مخاطی پلاسمودیومی هسته‌های متعدد دارد؛ اما این هسته‌ها توسط دیواره سلولی از یکدیگر جدا نشده‌اند.
اگر پلاسمودیوم تحت خشکی یا گرسنگی قرار گیرد، به توده‌های متعددی تقسیم می‌شود. هر توده ساقه‌ای تولید می‌کند که در نوک آن کپسولی است که در آن، هاگ‌های هاپلوئید می‌رویند و به سلول‌های هاپلوئید تبدیل می‌شوند که ممکن است آمیبی شکل یا تاژک‌دار باشند. این سلول‌های هاپلوئید قادرند به یکدیگر ملحق شده و زیگوت‌های دیپلوئید ایجاد کنند. این زیگوت‌ها به نوبه خود با تقسیم میتوز، پلاسمودیم‌های جدیدی ایجاد می‌کنند.

## نگارخانه

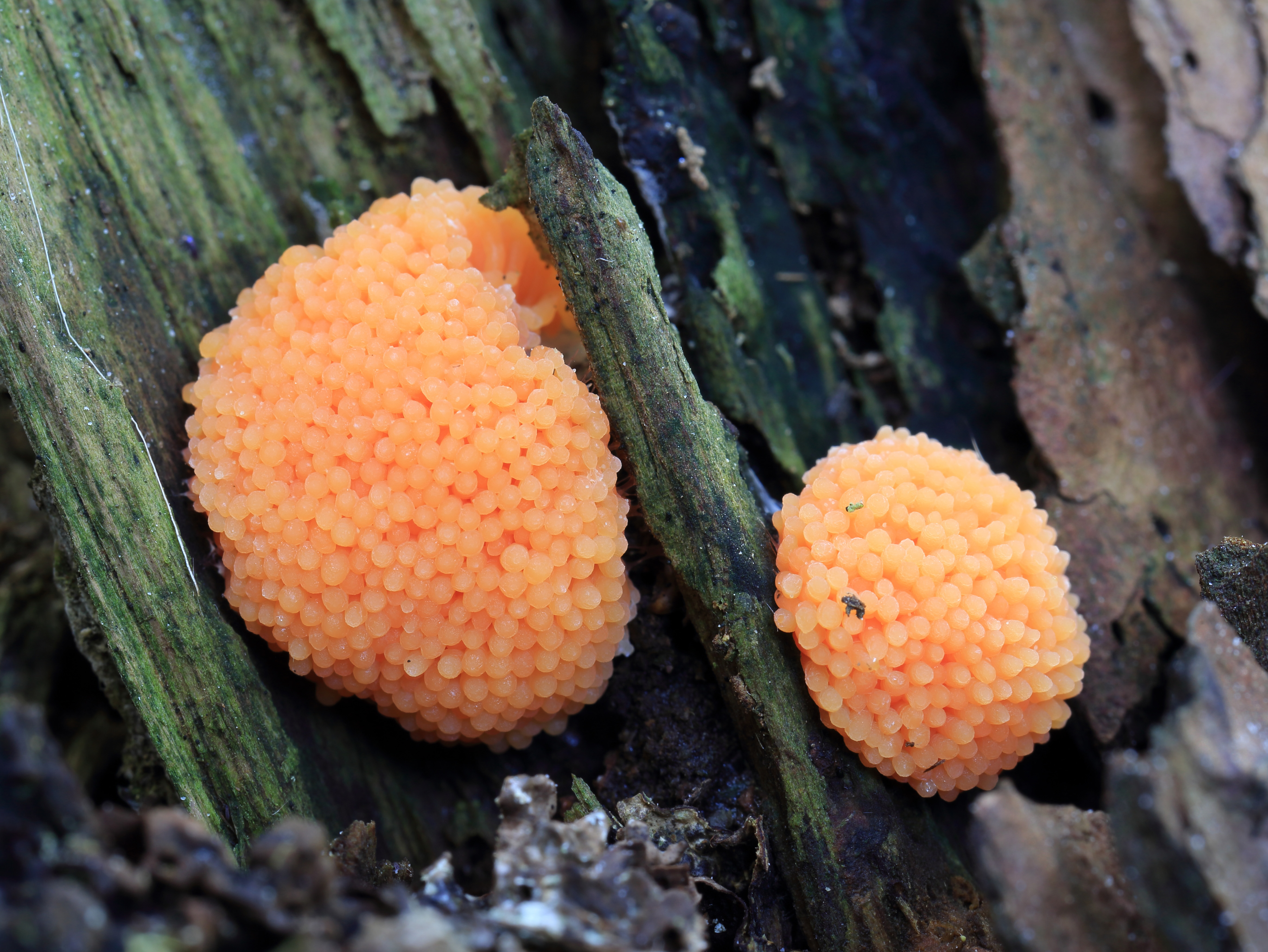
نوعی از کپک‌های مخاطی پلاسمودیومی بنام Tubifera